# Sistema Stanislavski

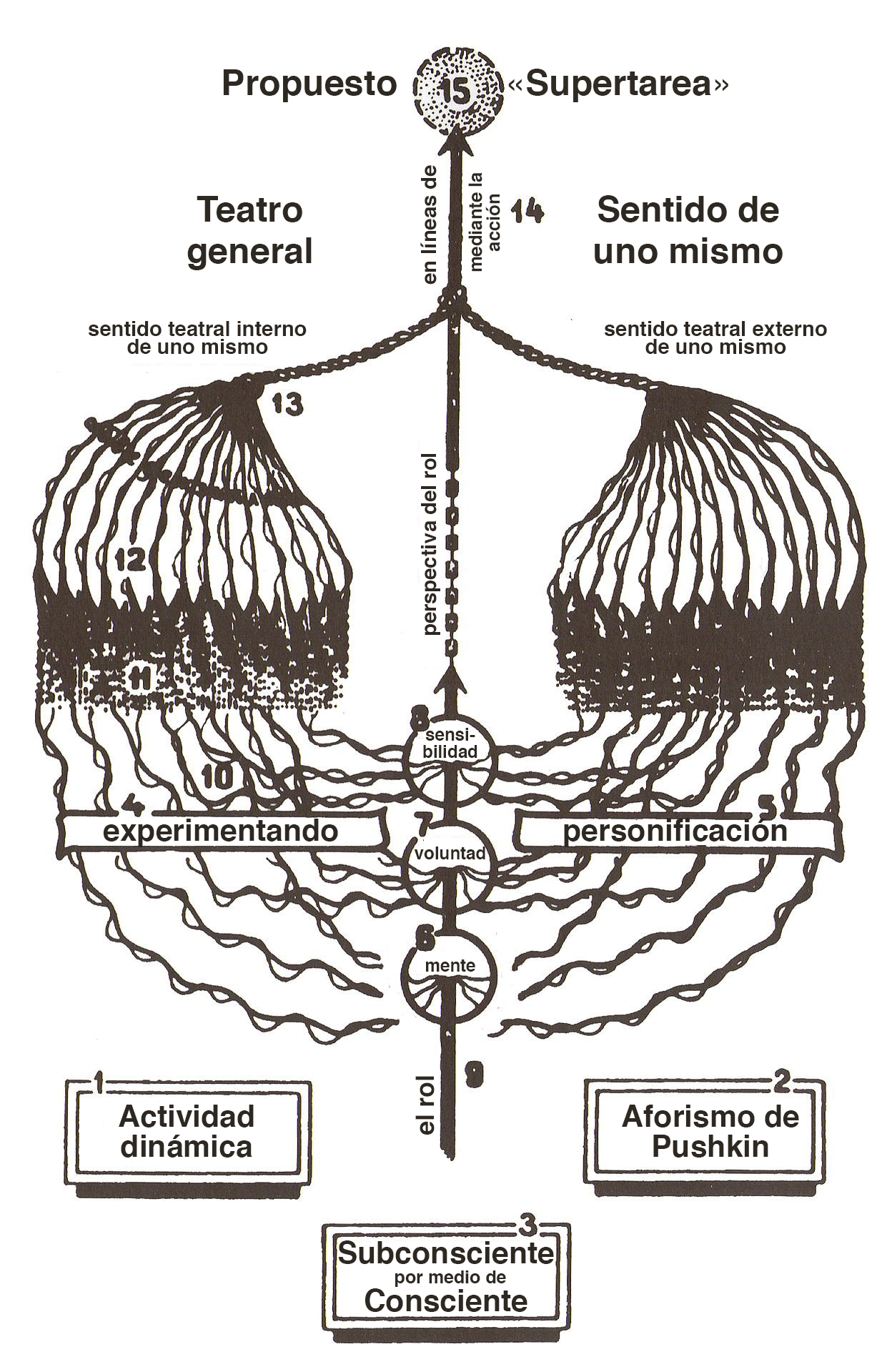
Un diagrama del sistema de Stanislavski, basado en su «Plan de experiencia» (1935), que muestra los aspectos internos (izquierda) y externos (derecha) de un papel que se unen en la búsqueda de la «supertarea» general (arriba) de un personaje en el teatro.

El sistema Stanislavski es un enfoque sistemático para la formación de actores que el practicante de teatro ruso Konstantín Stanislavski desarrolló en la primera mitad del siglo XX. Su sistema cultiva lo que él llama el «arte de experimentar» (que él contrasta con el «arte de representar»).  Moviliza el pensamiento consciente y la voluntad del actor para activar otros procesos psicológicos menos controlables, como la experiencia emocional y el comportamiento subconsciente, de manera comprensiva e indirecta. Durante el ensayo, el actor busca motivos internos para justificar la acción y la definición de lo que el personaje busca lograr en un momento dado (una «tarea»).
Posteriormente Stanislavski elaboraría aún más el sistema, basado en un proceso de ensayo con mayor implicación física, que se conoció como el «Método de acción física» («método Stanislavski» o simplemente, «el método»). Minimizando las discusiones en la mesa, ahora alentó un «análisis activo», en el que se improvisa la secuencia de situaciones dramáticas. «El mejor análisis de una obra», argumentó Stanislavski, «es actuar en las circunstancias dadas».
Gracias a su promoción y desarrollo por parte de profesores de actuación que fueron antiguos alumnos de Stanislavski y las numerosas traducciones de sus escritos teóricos, su sistema adquirió una capacidad sin precedentes para cruzar las fronteras culturales y desarrolló un alcance, dominando los debates sobre la actuación en Occidente.  Las ideas de Stanislavski se han aceptado como sentido común para que los actores puedan usarlas sin comprender plenamente que lo hacen.
Muchos actores equiparan rutinariamente su sistema con el Método Americano, aunque las técnicas exclusivamente psicológicas de este último contrastan fuertemente con el enfoque multivariante, holístico y psicofisiológico del «sistema», que explora el personaje y la acción tanto desde adentro hacia afuera como desde afuera hacia adentro, y considera la mente y el cuerpo del actor como partes de un continuum. En respuesta a su trabajo de caracterización sobre Argan de El enfermo imaginario de Molière (1913), Stanislavski concluyó que «un personaje a veces se forma psicológicamente, es decir, a partir de la imagen interna del papel, pero en otras ocasiones se descubre a través de pura exploración externa». De hecho, Stanislavski descubrió que muchos de sus estudiantes del método tenían muchos problemas mentales, y por ello alentó a sus estudiantes a «liberarse» de su personaje después de ensayar.
A lo largo de su carrera, Stanislavski sometió su actuación y dirección a un riguroso proceso de autoanálisis y reflexión artística. Su sistema de actuación se desarrolló a partir de sus esfuerzos persistentes para eliminar los bloqueos que encontró en sus actuaciones, comenzando con una crisis importante en 1906.

Después de haber trabajado como actor y director aficionado hasta los 33 años, en 1898 Stanislavski cofundó conVladímir Nemiróvich-Dánchenko el Teatro de Arte de Moscú (MAT) y comenzó su carrera profesional. Los dos estaban resueltos a instituir una revolución en las prácticas de puesta en escena de la época. Benedetti ofrece un vívido retrato de la mala calidad de la práctica teatral dominante en Rusia antes del MAT:
El guión significaba menos que nada. A veces el elenco ni siquiera se molestó en aprender sus líneas. Los actores principales simplemente se plantarían en el centro del escenario, junto al apuntador, esperarían a que se les indicase lo que tenían que decir y luego repetirían directamente al público con una voz sonora, dando una excelente muestra de pasión y «temperamento». Todos, de hecho, expresaban sus líneas de frente. La comunicación directa con el resto de actores del escenario es mínima. Incluso los muebles estaban dispuestos de manera que los actores pudieran mirar siempre hacia el frente.
Las primeras producciones de Stanislavski fueron creadas sin el uso de su sistema. Sus primeros éxitos internacionales se escenificaron utilizando una técnica externa centrada en el director que se esforzó por lograr una unidad orgánica de todos sus elementos: en cada producción planificó por adelantado y con mucho detalle la interpretación de cada rol, de la didascalia (instrucciones dadas por el autor a los actores sobre posición, forma...) y de la puesta en escena. También introdujo en el proceso de producción un período de discusión y análisis detallado de la obra del elenco. A pesar del éxito que trajo este enfoque, particularmente con su puesta en escena naturalista de las obras de Antón Chéjov y Máximo Gorki, Stanislavski seguía insatisfecho.
Tanto sus luchas con el drama de Chéjov (de las cuales surgió su noción de subtexto) como sus experimentos con el simbolismo alentaron una mayor atención a la «acción interna» y una investigación más intensa del proceso del actor. Comenzó a desarrollar las técnicas más centradas en el actor del «realismo psicológico» y su enfoque cambió de sus producciones al proceso de ensayo y la pedagogía. Fue pionero en el uso de estudios de teatro como laboratorio en el que innovar la formación de actores y experimentar con nuevas formas de teatro.
Stanislavski finalmente llegó a organizar sus técnicas en una metodología coherente y sistemática, que se basó en tres líneas principales de influencia: (1) el enfoque «centrado en el director» de la Compañía Meiningen, la cual tenía una estética unificada y disciplinada; (2) el realismo «centrado en el actor» del teatro Maly; y (3) la puesta en escena naturalista de Antoine y el movimiento teatral independiente. La primera referencia de Stanislavski a su sistema aparece en 1909, el mismo año en que lo incorporó por primera vez a su proceso de ensayo. Tanto Olga Knipper como muchos otros del elenco de esa producción del MAT (fue la comedia de Iván Turguénev de 1872, Un mes en el campo) comentaron que fue el «laboratorio» de Stanislavski, donde pudo poner en práctica el sistema. A instancias de Stanislavski, el MAT pasó a adoptar su sistema como método de ensayo oficial en 1911.
Entre los profesores más influyentes que han utilizado este sistema están Richard Boleslawski, Vsévolod Meyerhold, Mijaíl Chéjov, Lee Strasberg, Stella Adler, Harold Clurman, Robert Lewis, Sanford Meisner, Uta Hagen, Cojar Ion, Huberto Llamas, Seki Sano, Exio Carrasquero, Rafael Fuentes e Ivana Chubbuck. Todos ellos son deudores de las teorías de Stanislavski y sus discípulos.

## Historia del sistema
Stanislavski comenzó la búsqueda de un sistema de actuación para ayudar a los actores a ser dueños de su arte plenamente. Y la influencia de su método ha arrasado en el teatro, llegando hasta el cine. Una de sus aportaciones, fue la creación del “studio” o taller de actores que consistía en que tanto los novatos, como los profesionales, podían experimentar, improvisar y resolver juntos los problemas que el teatro les presentaba.
Estados Unidos acogió su sistema llamado “studio” y de éste surgió una nueva tradición moderna que el teatro norteamericano llamó “the method”, en español "El método". El famoso Actors Studio de Nueva York liderado actualmente por Ellen Burstyn, Harvey Keitel y Al Pacino ha visto pasar por su establecimiento muchos actores famosos entre los que se encontraban: Geraldine Page, Paul Newman, Maureen Stapleton, Joanne Woodward y Marlon Brando. Stanislavski dijo: ”los actores del cine actual enseñarán a los actores cómo vivir sus papeles. Todo queda al descubierto en el cine, y todo lo que sea estereotipo queda registrado allí para siempre. En el cine puede verse más claramente la diferencia entre el arte viejo y el nuevo”[cita requerida].
Stanislavski consideraba que el arte era un modo de servir al pueblo, concepto de la misión del artista que forma la base de su moral profesional.
La obra de éste abarcó de modo muy variado tanto en género como en forma. Casi todas sus interpretaciones tenían un valor de un verdadero descubrimiento artístico, nunca llegó a repetir sus hallazgos. En sus primeros tiempos, buscó la verdad dentro de la ilusión escénica y de los límites del naturalismo, pero fue progresando notablemente en su concepto de arte. Ni los convencionalismos escénicos ni la exageración deliberada estuvieron totalmente ausentes de lo que hacía, pero más tarde se demostró que aspiraba a reflejar una forma sencilla y expresiva “la vida del ser humano” obteniendo ese fin para el arte.
Después del avenimiento del régimen soviético Stanislavski continuó su lucha a favor del realismo, rechazando las pseudo-innovaciones del resto de los artistas que querían destronar las tradiciones del pasado para afirmar en la escena soviética el culto de las convenciones externas.
Stanislavski, llevó a cabo una reforma escénica que no se limitó únicamente al arte dramático, sino que sus efectos también llegaron a la ópera y al ballet. En 1922, en su apartamento de la calle Leóntiev en Moscú – hoy calle Stanislavski - mostró bajo una luz totalmente nueva la ópera de Chaikovski Eugenio Oneguin, modificando todas las ideas tradicionales sobre este género. Stanislavski repartió su tiempo entre la ópera y el drama hasta su muerte.
Stanislavski quiso adentrarse en los misterios del arte del actor y conocer las leyes que lo regían basándose en su propia experiencia y en la de otros artistas contemporáneos y antecesores. Llegó al perfeccionismo de su método de formación del actor después de muchos años de esfuerzo y de búsquedas, método en que la técnica y las bases de la teoría del realismo escénico están sutilmente conjugadas. El arte que sale del espíritu y el corazón del artista, permite actuar con el máximo de eficacia en el espíritu y el corazón del espectador, enriqueciéndole el alma y formando su inteligencia. Pero estos resultados no se logran fácilmente. En el camino se interponen, en primer lugar, el diletantismo, y en segundo lugar, la rutina, cosas que Stanislavski combatió sin cesar.
Apunta igualmente contra el naturalismo sin razón y el formalismo sin espíritu que producen un arte indigente, haciendo que el arte que debía tener un papel educativo y social, que este debía tener que quedase rebajado. Stanislavski basándose en ese método y fundando periódicamente "estudios" o escuelas de interpretación formó más de una generación de actores, contándose entre sus discípulos directores como Vsévolod Meyerhold, Yevgueni Vajtángov, Leopold Sulerzhitski y Alekséi Díkiy (Aleksei Dikiy).
Se cuenta una multitud de artistas soviéticos entre sus alumnos, tanto dramáticos como líricos. Se han convertido en propagandistas de su doctrina tanto en Europa como en Estados Unidos varios de sus discípulos como Michael Chekhov, Aleksandr Sanin (en:Alexander Sanin) y Richard Boleslawski. Mantuvo amistad con muchos hombres de teatro occidentales que iban a Rusia o que conocía en las "tournées" del Teatro de Arte en el extranjero. Entre estos hombres hay que destacar a Gordon Craig, Max Reinhardt, Antoine, Jacques Copeau que lo proclamaron su maestro entre los muchos que se beneficiaron con su influencia artística.
Hoy en día sigue ejerciéndose esa influencia profundamente y la extensión alcanzada por todo el mundo aún sigue aumentando. Hombres como Jean Vilar en Francia y Eduardo De Filippo en Italia lo reconocen, así junto a otros colegas de Gran Bretaña, Estados Unidos, Japón, China, Checoslovaquia, España, Polonia y de las naciones más jóvenes de distintos continentes que siguen la vía de la evolución independiente. Stanislavski se ha convertido en la bandera de la lucha por un arte teatral realista.

## Principios del sistema Stanislavski
- Concentración: Responder a la imaginación aprendiendo a pensar como el “personaje” que estamos interpretando.
- Sentido de verdad: Diferenciar entre lo orgánico y lo artificial. Stanislavski creía que existen leyes naturales de la actuación que se deben seguir.
- Circunstancias dadas: Desarrollando la habilidad de usar las habilidades anteriores para crear el mundo del libreto (circunstancias dadas en el texto) por medio de verdad y medios orgánicos.
- Relajación: Eliminación de la tensión física y relajación de los músculos mientras se realizan las presentaciones.
- Trabajar con los sentidos: Descubrir la base sensorial, aprender a memorizar y recordar sensaciones, comúnmente llamada "memoria sensorial" y/o "memoria afectiva"; aprendiendo a trabajar desde pequeñas sensaciones, expandiéndose, técnica llamada por Stanislavski "esferas de atención".
- Comunicación y contacto: Desarrollar la habilidad de interactuar con otros personajes espontáneamente, sin violar el contenido del libreto.
- Unidades y objetivos: Aprender a dividir el papel o rol en unidades sensibles que puedan ser trabajadas individualmente. Desarrollar la habilidad de definir cada unidad del rol, por un deseo activo de objetivos, en lugar de una mera idea literaria.
- Estado mental creativo: Es una culminación automática de todos los pasos previos.
- Trabajar con el texto del libreto: Desarrollando la habilidad de descubrir el sentido social, político y artístico del texto, y viendo que esas ideas están contenidas en la actuación.
- Lógica y credibilidad: Descubrir cómo es verdadero que la suma de objetivos combinados son consistentes y coherentes, y que ellos se encuentran en línea con el libreto como un todo.

## Otros aspectos
- Luchar contra la palabra ampulosa. Escuchar las réplicas.
- La naturaleza del personaje y la propia, muchas veces son contrarias, por eso el actor debe estudiar cómo pronunciar cualquier discurso sin dejarlo a la casualidad.
- Hablar siempre con naturalidad y sinceridad.
- Nunca hay que precipitarse, en un monólogo los silencios pueden creerse que son detenciones, pero no lo son en absoluto, son "conversaciones con el silencio” No hay una interrupción de la comunicación con el espectador. Es preferible no abusar, ya que el actor se está percatando mentalmente de lo que está hablando.
- Cuando un actor no está capacitado lo suficiente, sin remedio alguno se pierde, deja de vivir con los sentimientos e ideas de su personaje.
- Si el actor ve por sí mismo aquello sobre lo que debe hablar o de lo que debe convencer a su interlocutor en escena, conseguirá conquistar la atención del espectador con sus visiones, convicciones, creencias. Con sus sentimientos.
- Al presentarse el actor ante el espectador como una persona viva de una u otra época, la más pequeña falta de autenticidad de su actitud interna o externa obligará inmediatamente a un espectador perceptivo a ponerse en guardia.
- El actor debe aprender a visualizar los sucesos de la vida del personaje, para que así, al hablar de ellos, comunique al menos una pequeña parte de lo que sabe acerca de los mismos.
- Los grandes actores son los que saben escuchar todo lo que ocurre en escena.